# Палатка (Флорида)
Палатка (енгл. Palatka) град је у америчкој савезној држави Флорида. По попису становништва из 2010. у њему је живело 10.558 становника.

## Демографија
Према попису становништва из 2010. у граду је живело 10.558 становника, што је 525 (5,2%) становника више него 2000. године.
| Група             | 2000.         | 2010.         |
| Белци             | 4.762 (47,5%) | 4.622 (43,8%) |
| Афроамериканци    | 4.859 (48,4%) | 5.255 (49,8%) |
| Азијати           | 44 (0,4%)     | 60 (0,6%)     |
| Хиспаноамериканци | 284 (2,8%)    | 483 (4,6%)    |
| Укупно            | 10.033        | 10.558        |